# 1er régiment de chasseurs à cheval
Das  1er régiment de chasseurs à cheval ist ein (gepanzerter) Kavallerieverband der französischen Armee, der unter dem Ancien Régime aufgestellt wurde. Das Regiment zeichnete sich in den Revolutionskriegen und in den Kriegen des Premier Empire besonders aus, so in der Kanonade bei Valmy, der Schlacht bei Hohenlinden, der Schlacht bei Austerlitz, der Schlacht bei Wagram und der Schlacht bei Borodino.

## Aufstellung und Umbenennungen in chronologischer Reihenfolge
- 1651: Am 24. September wurde das nach seinem Inhaber Humières-cavalerie genannte Regiment aufgestellt. Es erhielt die Nummer 22 in der Rangliste der Kavallerieregimenter zugewiesen.
- 1733: Umbenennung in  Régiment de Conti-cavalerie
- 1776: Umwandlung in ein Dragonerregiment mit der neuen Bezeichnung Dragons de Boufflers
- 1788: Umwandlung in ein Regiment Jäger zu Pferde mit dem neuen Namen Régiment de chasseurs d’Alsace
- 1791: Alle Regimenter verloren ihre Namen und wurden nur noch mit Nummern bezeichnet. Es erfolgte die Umbenennung in 1er régiment de chasseurs.
- 1814: Umbenennung in Chasseurs du roi
- 1815: Auflösung
- 1816: Wiederaufstellung als Régiment de l’Allier, danach Umbenennung in 1er régiment de lanciers (1. Ulanenregiment)
- 14. Juli 1880: Das Regiment erhielt vom Präsidenten der Republik seine jetzt noch geführte Standarte übergeben.
- im Jahre 1938 erneute Umbenennung in 1er régiment de chasseurs à cheval
- 1940: Mit dem Waffenstillstand erfolgte zunächst die Auflösung, danach die Wiederindienststellung im August 1940 in Orange als Teil der Armee von Vichy-Frankreich.
- 27. November 1942: Nach dem Einmarsch der deutschen Wehrmacht in das bisher unbesetzte Frankreich wurde der Verband in Vienne aufgelöst.
- 16. März 1945: Neuaufstellung in Montauban
- bis zum März 1956: Einsatz im Indochinakrieg, danach Auflösung
- Am 1. September 1956 Neuaufstellung in Algier. Einsatz im Algerischen Unabhängigkeitskrieg.
- 31. Juli 1976: Auflösung in Phalsbourg
- 1. August 1976: Wiederaufstellung in Canjuers (Département Var) mit Eingliederung des CPCIT (Centre de perfectionnement des cadres et de l’instruction des tireurs) als „1er régiment de chasseurs-CPCIT“
- 31. Dezember 1997: Übernahme der Tradition des 1er régiment de chasseurs d’Afrique
- 1. Januar 1998: Umbenennung in „1er-2e régiment de chasseurs“
- Ende 2009: Umbenennung in 1er régiment de chasseurs à cheval, Garnison in Thierville-sur-Meuse

## Mestres de camp/Colonels/Chefs de brigade
Mestre de camp war die Rangbezeichnung für den Regimentsinhaber und/oder den tatsächlichen Kommandanten. Sollte es sich bei dem Mestre de camp um eine Person des Hochadels handeln, die an der Führung des Regiments kein Interesse hatte (wie z. B. der König oder die Königin), so wurde das Kommando dem Mestre de camp-lieutenant (oder Mestre de camp en second) überlassen. Die Bezeichnung „Colonel“ wurde von 1791 bis 1793 und ab 1803 geführt, von 1793 bis 1803 verwendete man die Bezeichnung Chef de brigade. Ab 1791 gab es keine Regimentsinhaber mehr.
| I. | II. | III.                                                          |
| --- | --- | ------------------------------------------------------------- |
| - 1651: Louis II de Crevant, Marquis d’Humières, späterer Maréchal de France - 1653: Comte d’Humières - 1675: Comte de Seyssac - 1695: Chevalier de Villeroy - 1700: François de Neufville, duc de Villeroy, Maréchal de France - 1718: Marquis d’Alincourt - 1733: Marquis de Bourzac - 1739: Comte de Choiseul-Chevigny - 1745: Comte de Langhac - 1756: Marquis de Langhac - 1770: Marquis de Boufflers-Rouvrel - 1788: Vicomte de Noailles | - 1791: Duc d’Aiguillon – Colonel - 1791: Philippe Murat – Colonel - 1792: Charles Marie Monnet – Colonel - 1794: Louis Michel Antoine Sahuc – Chef de brigade - 1799: Jean-Baptiste Dubois-Crance – Chef de brigade - 1800: Jean-Auguste Carrié de Boissy – Chef de brigade - 1800: Louis-Pierre Montbrun – Chef de brigade - 1805: Rémy Joseph Isidore Exelmans – Colonel - 1807: Charles-André Merda – Colonel - 1812: Pierre François Antoine Huber – Colonel - 1814: Jean Léonard Laboure – Colonel - 1814: Alfred Armand Robert Saint-Chamans – Colonel - 1815: Pierre Joseph Victor Simoneau – Colonel | - 1816: Chabannes-La Palice - 1822: Delamalle - 1829: Busseul |

| I.                                                                 | II.                     | III.                             |
| ------------------------------------------------------------------ | ----------------------- | -------------------------------- |
| - 1831: Pruès - 1832: Prévost - 1840: De Buisseret - 1846: De Noue | - 1851: de Goussencourt | - 1859: de Bernis - 1867: Gérard |

| I. | II.                                                 | III. |
| --- | --------------------------------------------------- | --- |
| - 1871: de Fenélon - 1879: Donnat - 1887: Mouchet - 1892: Tiret - 1893: de Froissard de Broissia - 1898: Hubert de Saint-Didier - 1899: de la Garenne - 1907: de la Villestreux - 1911: Gallois - 1917: Pougin de la Maisonneuve - 1921: Longin - 1925: d’Humières - 1926: Nativelle - 1930: de Miribel - 1933: d’Humières - 1937: Ducasse - 1938: d’Amonville - 1940: Faure | - 1940: Desprez - 1940: Jacques Simon - 1941: Joppé | - 1945: Grosjean - 1947: Giraud - 1948: Delarue - 15. Dezember 1948: Chef d’escadrons Ziégler - 22. März 1949: Levé - 1952: Bonichon - 1953: Audemard d’Alançon - 1954: Huot - 1955: Lamarque d’Arrouzat - 1956: Jamme - 1957: Vié |

| I. | II. | III. |
| --- | --- | --- |
| - 1959: Magdelain - 1961: Boscals de Réals - 1962: Gaucherot - 1963: Sartre - 1965: Dautremer - 1967: Sauzay - 1969: Montariol - 1971: Le Chat - 1973: Frapin - 1975: Chevallereau | - 1976: Boisselet - 1977: Dumerchat - 1979: Meyer - 1981: Deschamps - 1983: Kieffer - 1985: Dukers - 1987: Arnold Schwerdorffer - 1990: Sermage - 1992: Humeau - 1994: Mercier - 1996: Collot d’Escury | - 1998: Cremades - 1999: Duchon - 2001: Piazza - 2003: Michel - 2005: Renard - 2007: Surirey de Saint Rémy - 2009–2011: Colonel Xavier Pineau - 2011–2013: Colonel Renaud de l’Estoile - 2013–2015: Colonel Nicolas Chabut - 2015–2017: Colonel Hervé Boüault - seit 2017: Colonel Thierry de Courrèges |

## Garnisonen
- 21. September 1896 bis 1919: Châteaudun
- 1919 bis 31. Mai 1940: Alençon
- 1. bis 28. Juni 1940: Les Essarts-le-Roi
- August bis Oktober 1940: Orange
- Oktober 1940 bis 27. November 1942: Vienne
- 16. März 1945 bis 7. Dezember 1945: Montauban
- bis März 1956: Indochina, anschließend Auflösung
- 1. September 1956 bis 5. April 1964: Algier, dann Algerienkrieg
- 6. April 1964 bis 30. Juni 1969: Montbéliard
- 1. Juli 1969 bis 31. Juli 1976: Phalsbourg
- 1. August 1976 bis 31. Dezember 1997: Canjuers
- 1. Januar 1998: Thierville-sur-Meuse

## Uniformierung während des Ancien Régime
Uniformen als Cavalerie

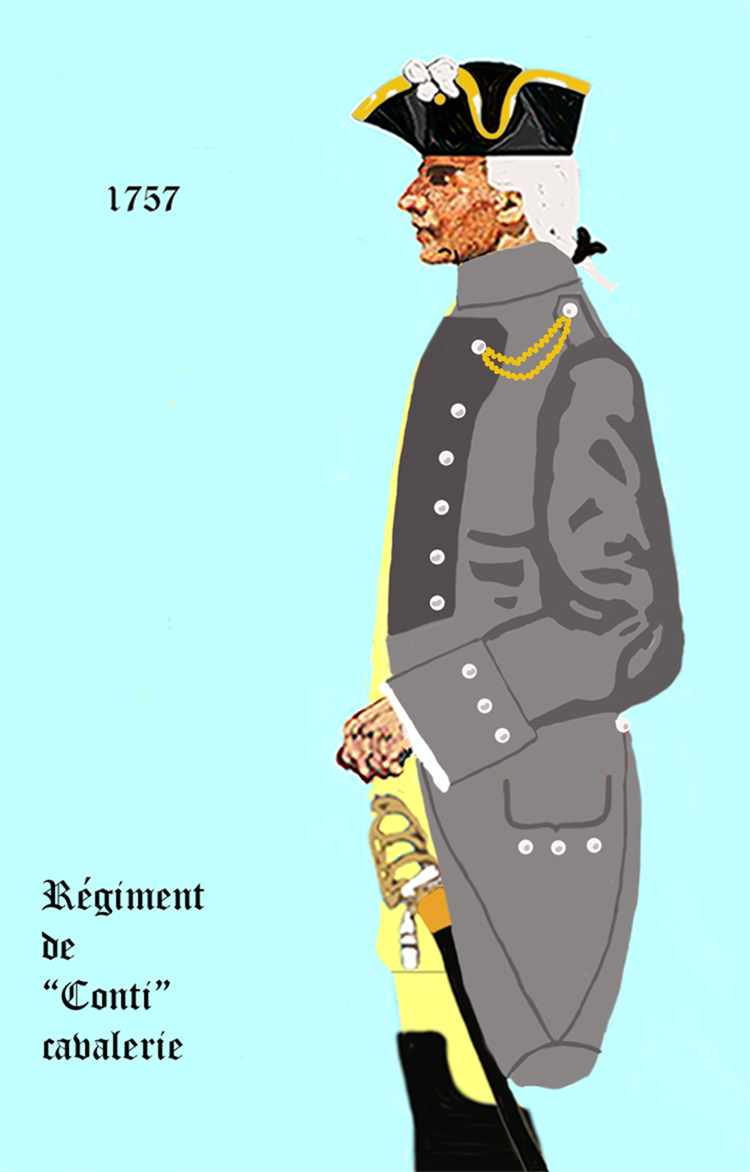
Régiment de Conti cavalerie 1757–1762
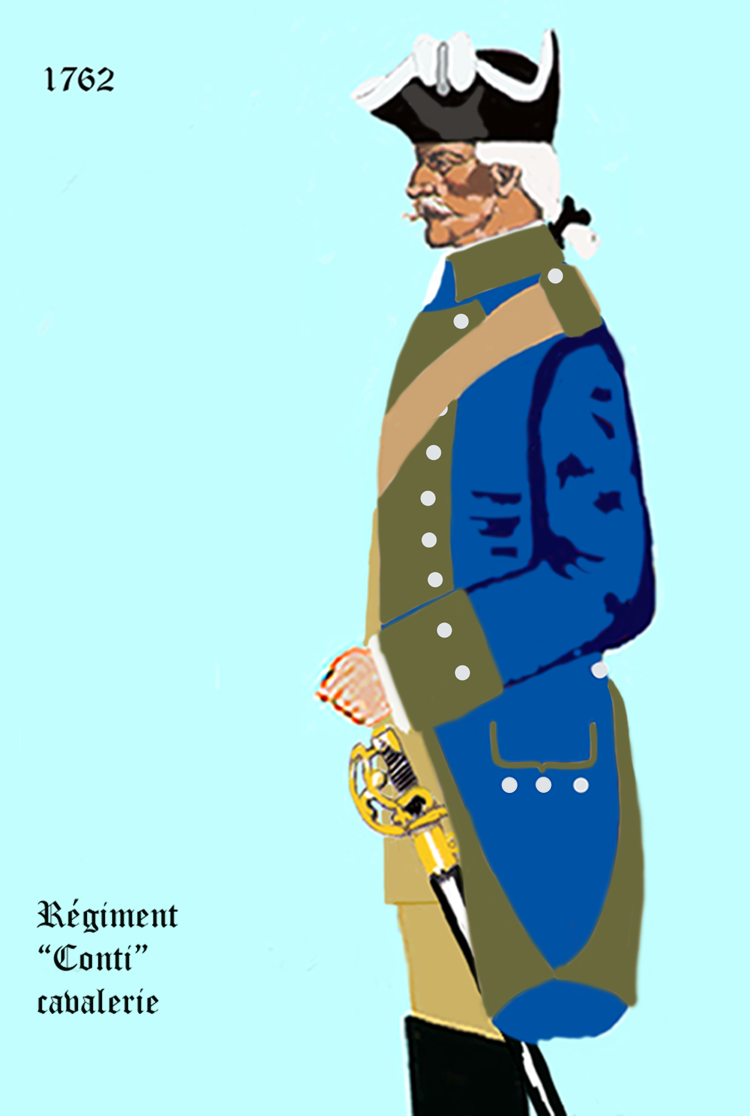
Régiment de Conti cavalerie de 1762–1767
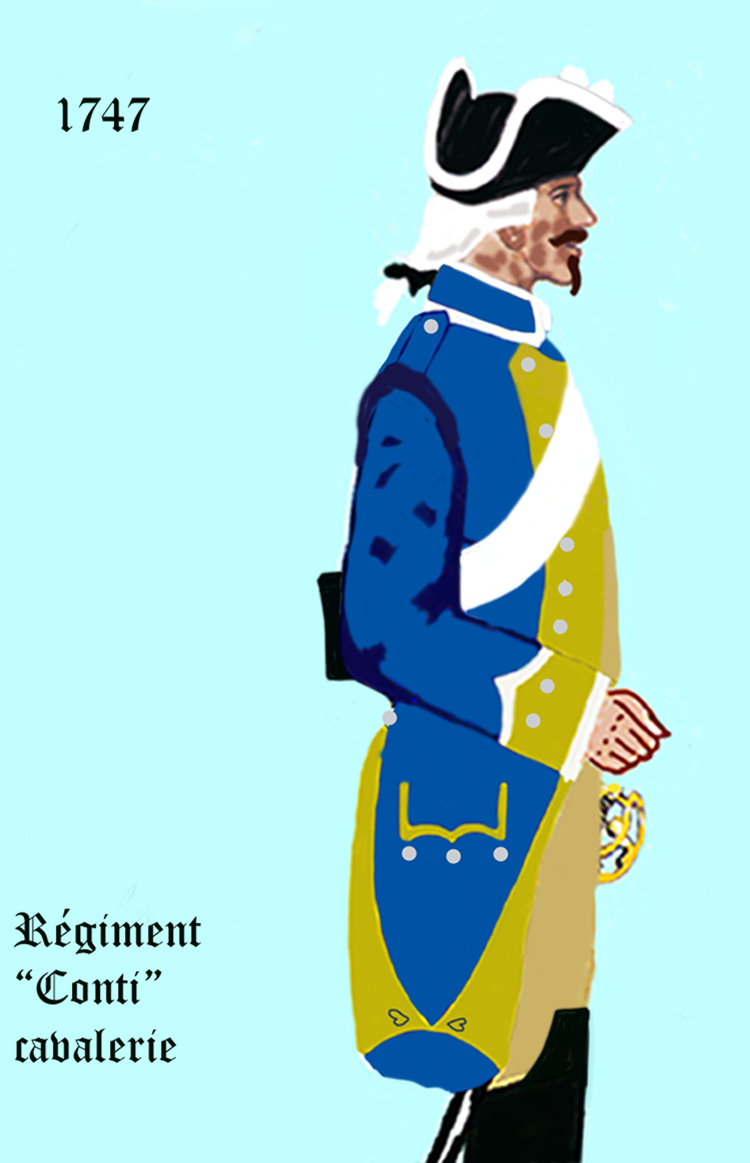
Régiment de Conti cavalerie de 1767–1776

Uniformen als Dragoner

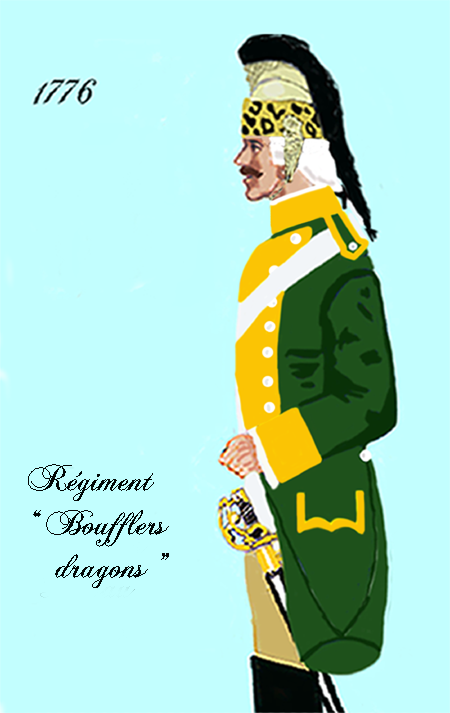
Régiment de Boufflers dragons 1776–1779
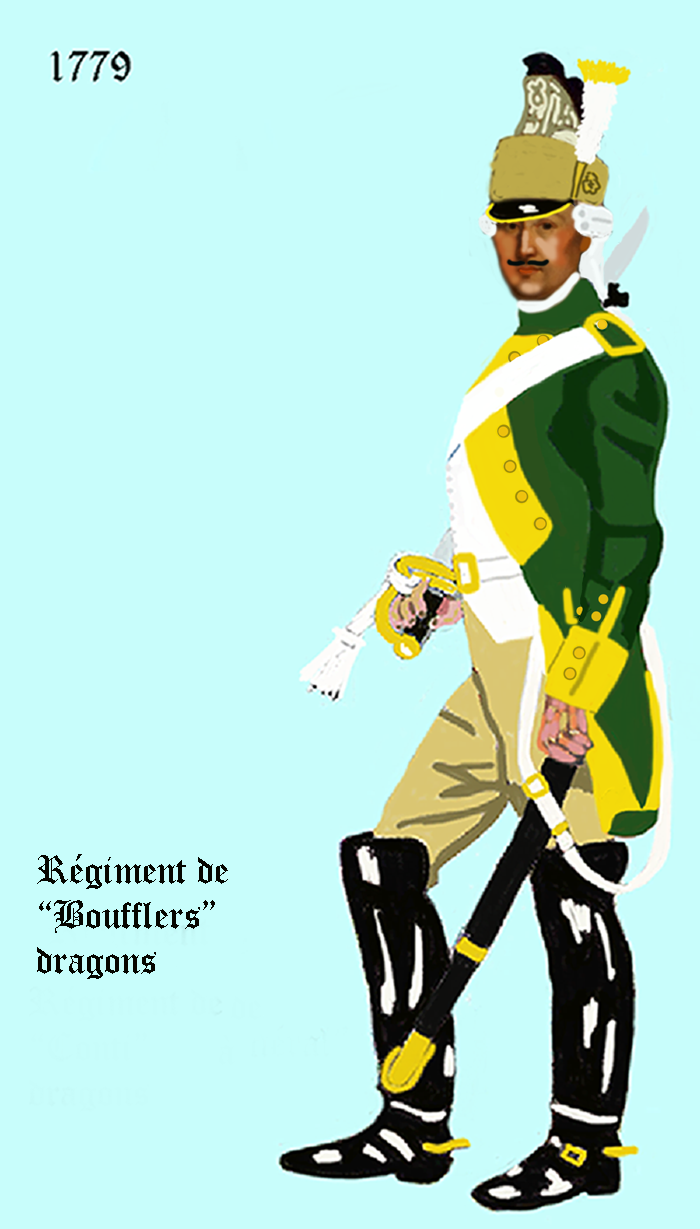
Régiment de Boufflers dragons 1779–1786
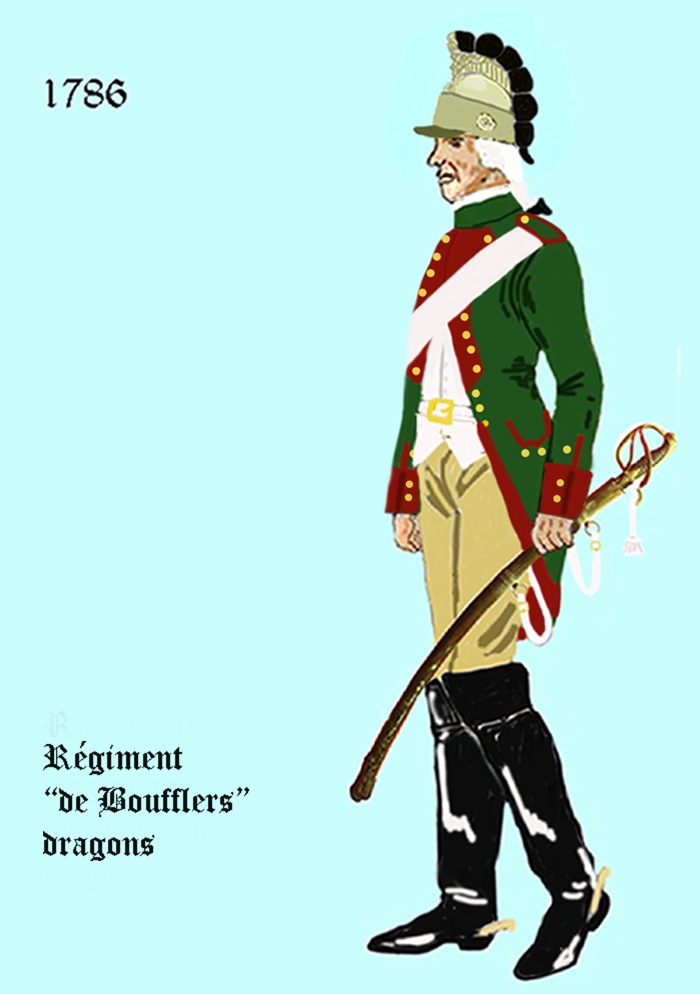
Régiment de Boufflers dragons 1786–1788

Uniformen als Chasseurs à cheval

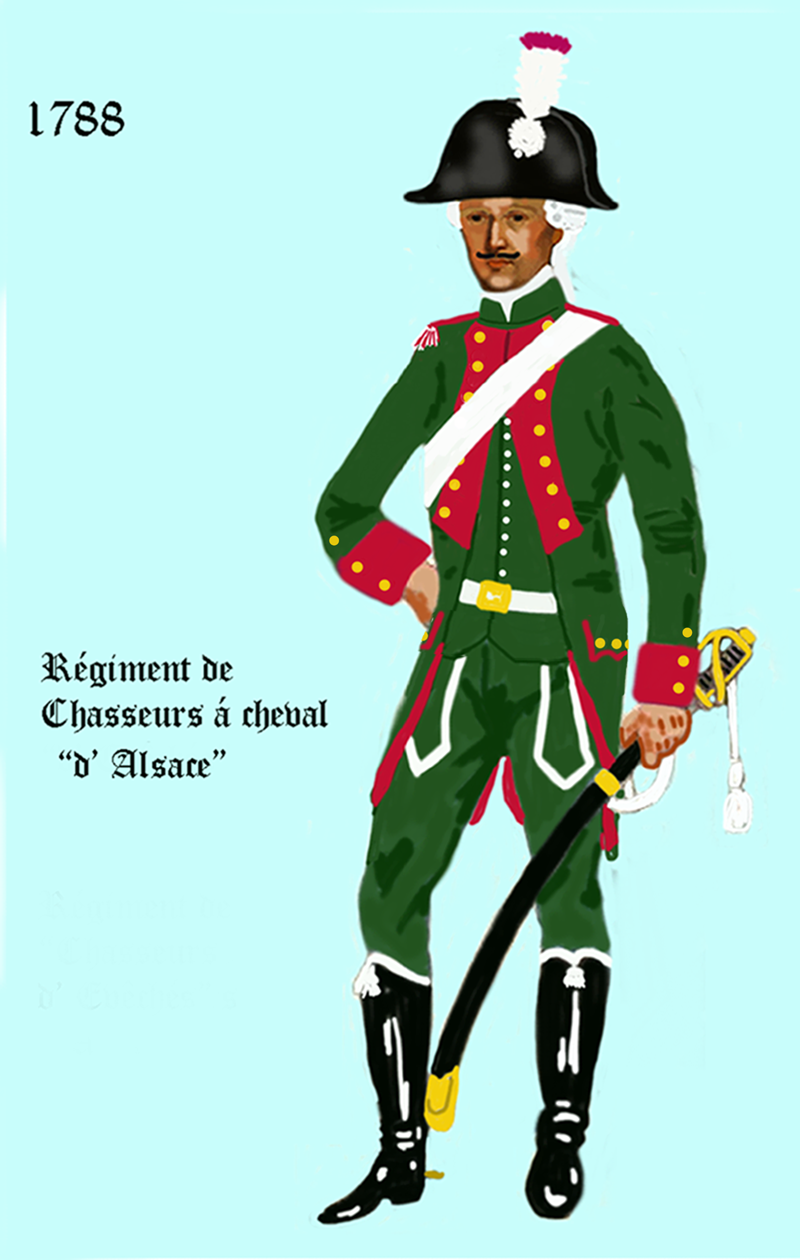
Régiment de chasseurs à cheval d’Alsace 1788–1789
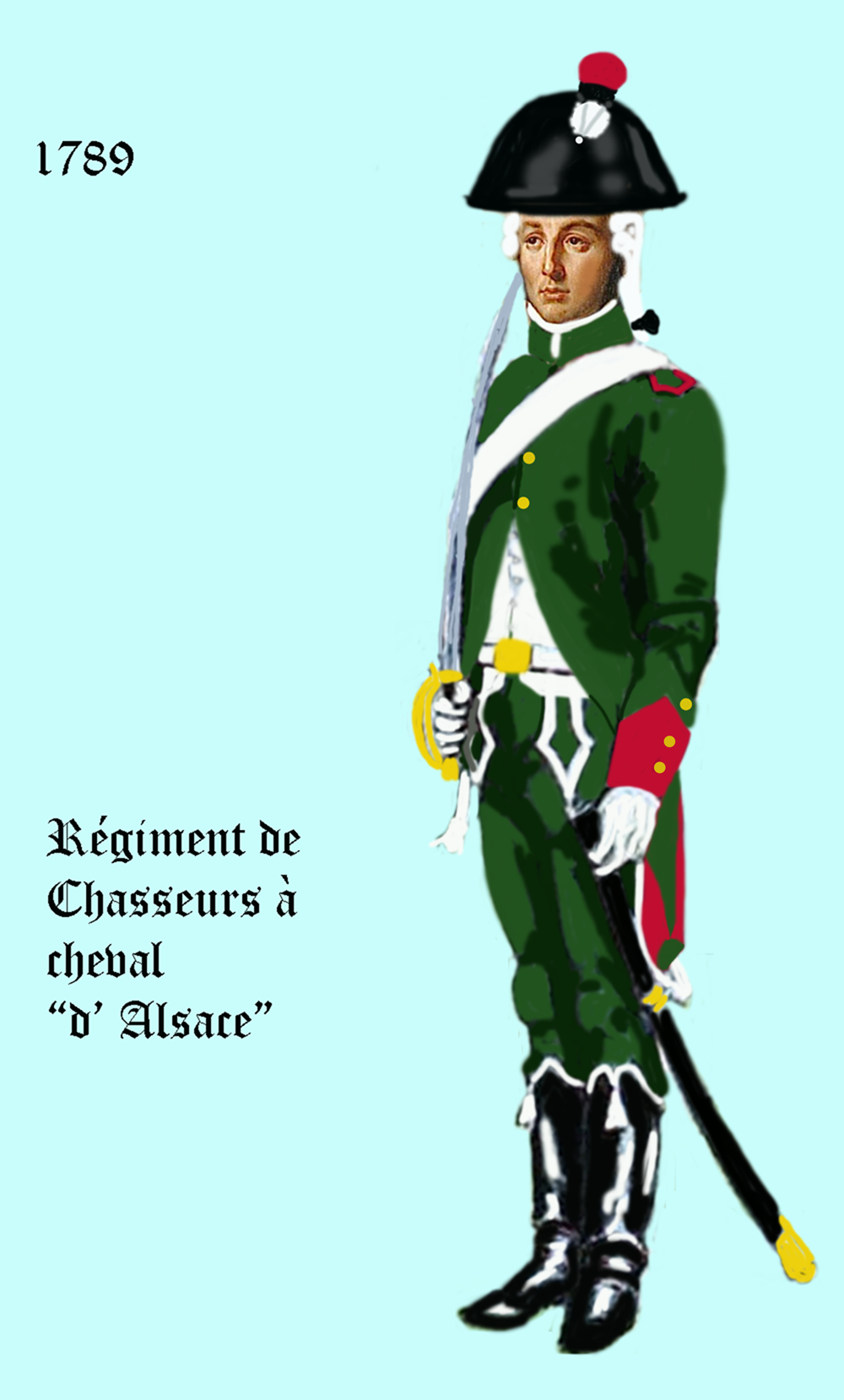
Régiment de chasseurs à cheval d’Alsace 1789–1791
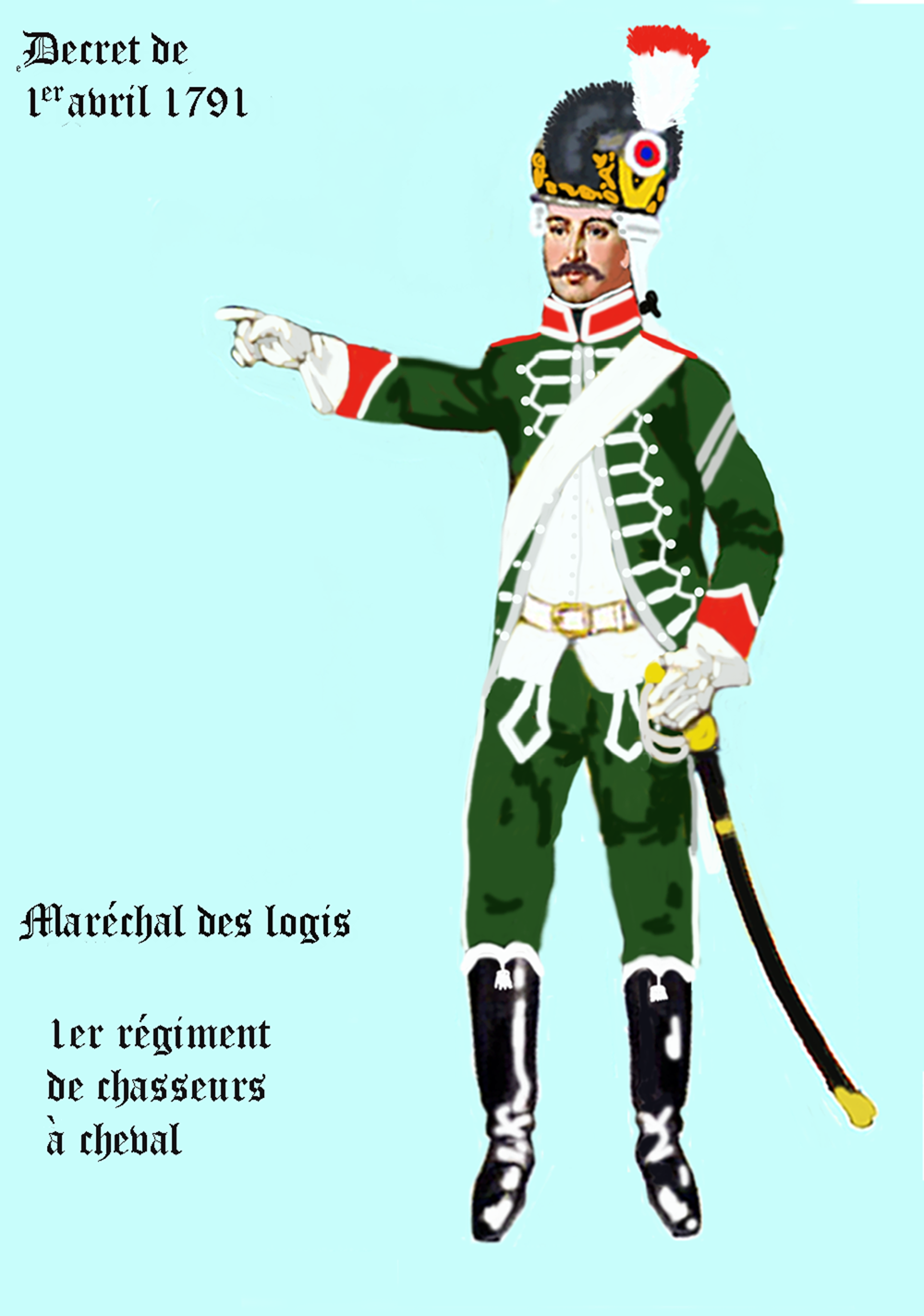
1er régiment de chasseurs à cheval gemäß Verordnung von 1791

## Gefechtskalender in chronologischer Reihenfolge

### Ancien Régime
- 1688–1697: Pfälzischer Erbfolgekrieg
- 1701–1713: Spanischer Erbfolgekrieg

### Französische Revolution und Erstes Kaiserreich
- 1792:
  - Belagerung von Courtrai
  - Kanonade bei Valmy. Mit dem 1. Dezember 1792 abgestellt zur „Armée de Moselle“ – Feldzug nach Trier.
- 1793:
  - Schlacht bei Arlon
  - 5. August 1794: Teil der „Brigade de cavalerie Laboissière“ (Kavalleriebrigade Laboissière) in der Division Saint-Cyr der „Armée du Rhin“ (Rheinarmee)
- 1794:
  - Schlacht bei Fleurus (1794)
- 1796:
  - Schlacht bei Altenkirchen
  - Gefecht bei Wildendorf
  - 10. Juli: Gefecht bei Friedberg
  - 9. August: Gefecht bei Altendorf
- 1797:
  - Schlacht bei Neuwied
- 1799:
  - Schlacht bei Ostrach
  - Schlacht bei Stockach
  - Gefecht an der Niddabrücke
  - Gefecht bei Groß-Gerau
- 1800:
  - Gefecht bei Offenburg, Gefecht bei Kirchberg, Schlacht bei Hohenlinden, Gefecht bei Griesen und bei Schwalmstadt
- 1805:
  - Schlacht bei Ulm
  - Schlacht bei Amstetten
  - Schlacht bei Mariazell
  - Schlacht bei Austerlitz
- 1806:
  - Schlacht bei Auerstedt
  - Gefecht bei Łowicz
  - Gefecht bei Nasielsk
- 1807: Feldzug nach Preußen und Polen
  - 8. Februar: Schlacht bei Eylau
- 1809:
  - Schlacht bei Abensberg
  - Schlacht bei Raab
  - Schlacht bei Wagram
- 1812: Russlandfeldzug 1812
  - Schlacht bei Mogiljow
  - Schlacht um Smolensk
  - Schlacht bei Borodino
- 1813: Feldzug in Deutschland
  - Völkerschlacht bei Leipzig
- 1814: Feldzug in Frankreich
  - In der belagerten Festung Maubeuge
- 1815: Feldzug nach Belgien
  - Schlacht bei Quatre-Bras
  - 1. Juli: Gefecht bei Rocquencourt

- Gefallene oder verwundete Kommandanten des Regiments

Chef de brigade Dubois-Crance: gefallen am 26. April 1800
Colonel Meda: gestorben an seiner Verwundung am 7. Dezember 1812
Colonel Simoneau: verwundet am 18. Juni 1815
- Gefallene oder verwundete Offiziere zwischen 1808 und 1814

gefallen: 11
an den Verwundungen gestorben: 0
verwundet: 82

### 1815–1848
Zwischen 1840 und 1847 kämpfte das Regiment bei der französischen Eroberung von Algerien.

### Zweites Kaiserreich
- 1860: Zweiter Opiumkrieg
- 1863–1867: Französische Intervention in Mexiko
- 1870–1871: Deutsch-Französischer Krieg, Belagerung von Paris

### Erster Weltkrieg
- 1914: für dieses Jahr liegen keine Angaben zu Kampftätigkeiten vor
- 1915:

24.–27. April 1915: Stellungskampf in der Champagne
- 1916: für dieses Jahr liegen keine Angaben zu Kampftätigkeiten vor
- 1917:

23. Oktober 1917: Kämpfe bei Courcy (Marne)
- 1918: für dieses Jahr liegen keine Angaben zu Kampftätigkeiten vor

### Zweiter Weltkrieg
Abwehrkämpfe in Ostfrankreich. Nach dem Waffenstillstand 1940 gehörte das Regiment zur Armee des Vichy-Regimes und wurde 1942 nach der deutschen Besetzung des vormals unbesetzten Teils von Frankreich aufgelöst.

### Nach 1945
- 1945–1954: Einsatz in Indochina

1948 war das Regiment in Gia Lam, östlich von Hanoi, nicht weit von der Pont Doumer (Doumer-Brücke) eingesetzt (heute Long-Biên-Brücke). Hier hatte es die Aufgabe, die Route Hanoi-Haiphong zu sichern.
- Oktober 1950: Gefecht bei That Khé
- Mai 1951: Gefecht bei Ninh Bình und Mai Cau
- 10. Dezember 1951: Gefecht bei Tu Vu
- 1954: Schlacht um Điện Biên Phủ

### Algerienkrieg
- 21. Mai 1958: Gefecht bei Djebel Tanout[1]

## Aktuell

### Unterstellung
Das Regiment ist der 7e brigade blindée (7. Gepanzerte Brigade) unterstellt und gehört zur Force d’action terrestre (Schnelle Eingreiftruppe).
Von der Neuausrichtung des französischen Heeres 2016 war die Einheit nicht betroffen.

### Truppengliederung
- 4 Panzerescadrons
- 1 Stabs- und Logistikescadron
- 1 Reserve-Eingreifeinheit (5e escadron)

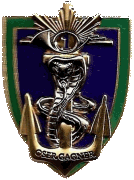
Abzeichen der 1. Escadron
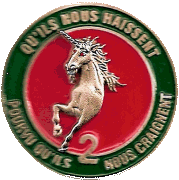
Abzeichen der 2. Escadron
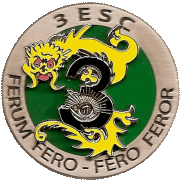
Abzeichen der 3. Escadron
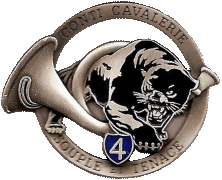
Abzeichen der 4. Escadron
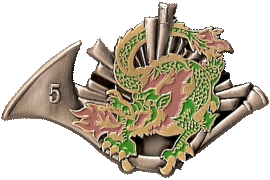
Abzeichen der 5. Escadron
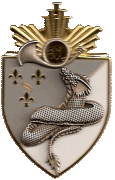
Abzeichen der Stabs- und Logistikescadron

### Auftrag
Das gepanzerte Regiment ist mit dem Kampfpanzer Leclerc als Hauptwaffensystem ausgerüstet. Dieser bietet permanente Feuerkraft, Beweglichkeit und Schutz und wird im Gefecht der verbundenen Waffen eingesetzt. Verwendet wurden bereits der Kampfpanzer Leclerc (im Libanon), der Radpanzer ERC-90 Sagaie (in der Elfenbeinküste und – als Wechselausstattung – im Tschad), auch das VAB und das VBL (in Afghanistan).

### Fahrzeuge
- 60 Kampfpanzer Leclerc

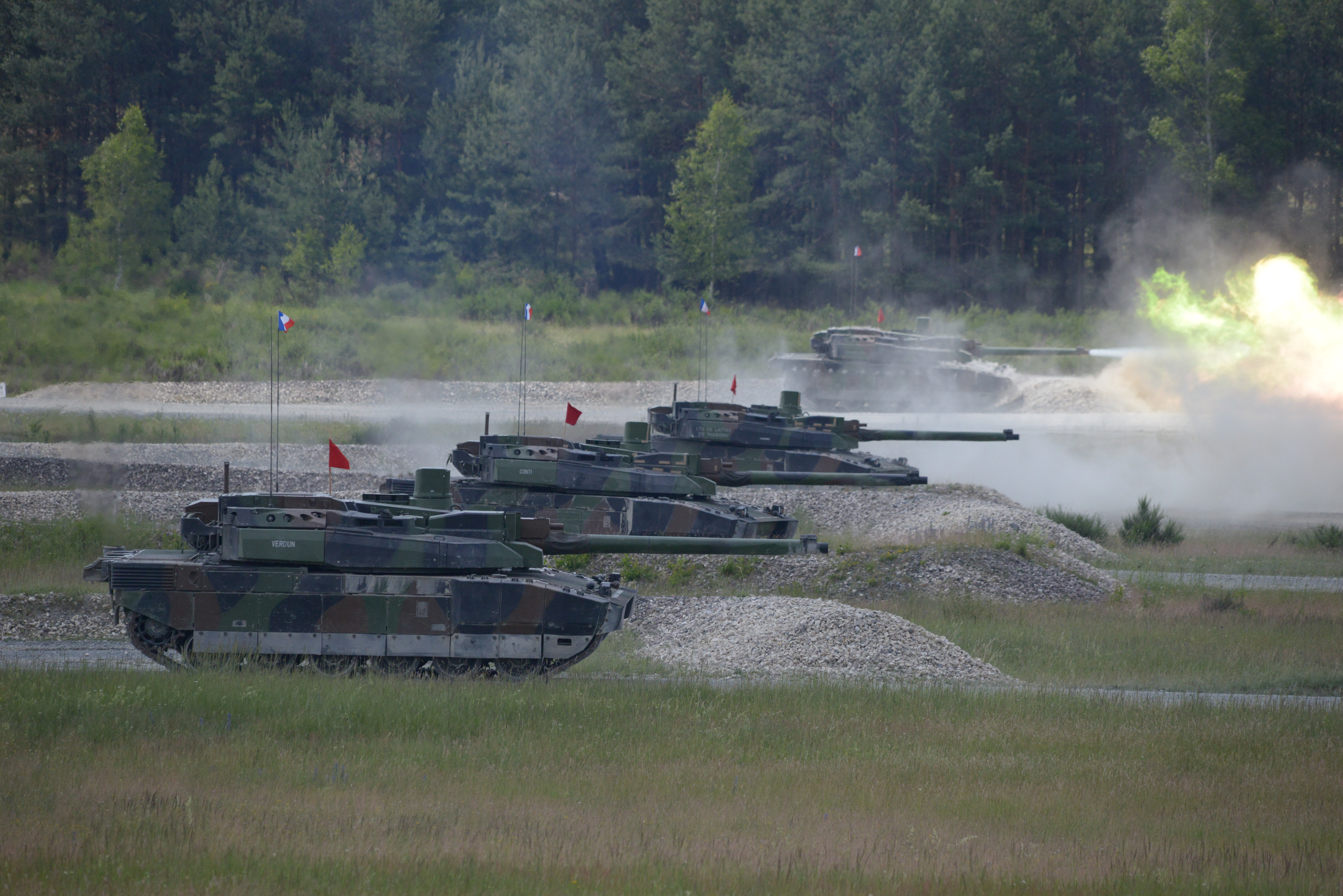
4 Kampfpanzer, Strong Europe Tank Challenge 2018.

- 3 VAB PC (Véhicule de l’avant blindé als Befehlsfahrzeuge)
- 5 VABSAN
- 94 VBL (Véhicule Blindé Léger – davon 4 mit MILAN)
- 19 VBLL
- 110 PL (Poids lourd – LKWs über 3,5 t Zuladung)
- 1 PEB
- 200 × Lucie
- 16 × Vector (Drohnen)
- 16 × Sophie
- 40 × Ugo
- 9 Zodiacs (Schlauchboote)

### Anschrift
1er régiment de chasseurs

Quartier Maginot

BP 82 041 – Thierville-sur-Meuse

55 108 Verdun CEDEX
Tél. 03 29 73 59 25

Fax. 03 29 73 59 42

## Standarte
Vereinfacht dargestellte Regimentsfahne mit den aufgeführten Schlachten, an denen das Regiment seit der Revolution teilgenommen hat.

## Auszeichnungen

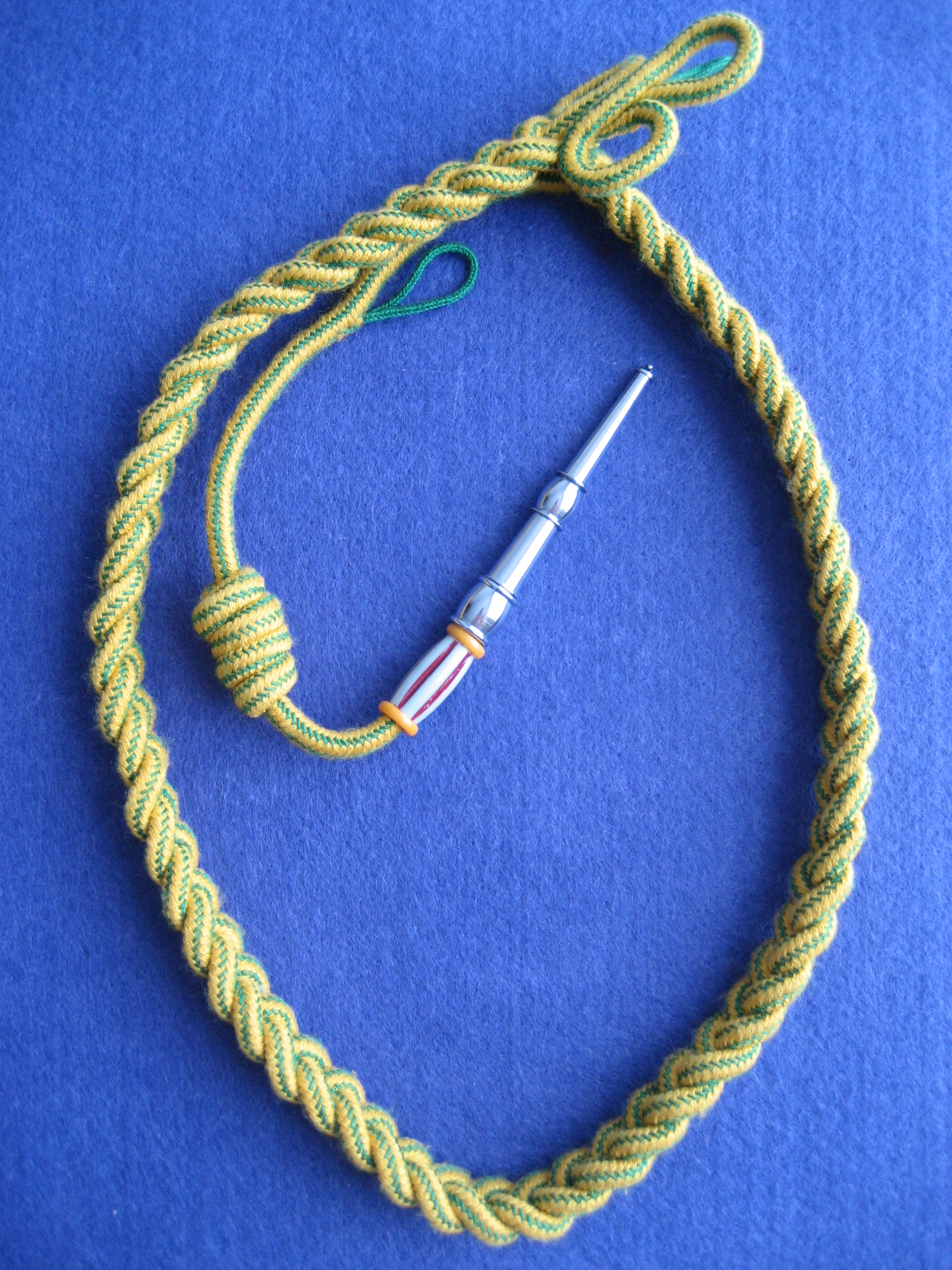
Fourragère in den Farben der Médaille militaire mit der Olive der TOE

- Das Fahnenband ist mit dem Croix de guerre 1914–1918 mit einem Palmenzweig und einem bronzenen Stern und mit dem Croix de guerre des Théâtres d’opérations extérieurs mit vier Palmenzweigen dekoriert.

- Seit dem 17. März 1958 haben die Angehörigen das Recht, die Fourragère in den Farben der Médaille militaire mit der Olive der Théâtres d’opérations extérieurs zu tragen.

## Bekannte Angehörige des Regiments

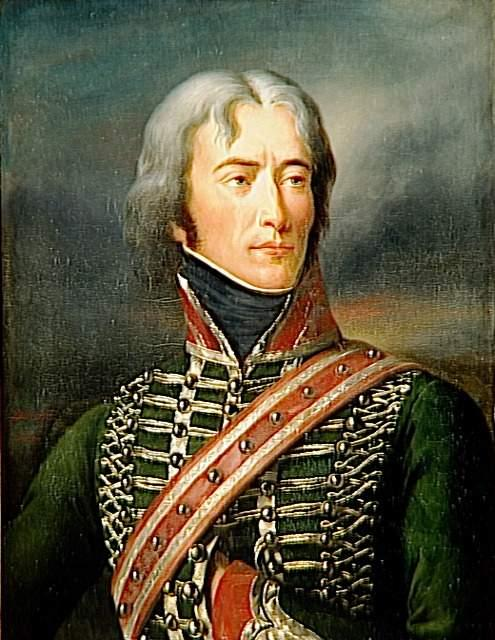
Antoine Richepanse (1770–1820) als Lieutenant 1792, Gemälde von Charles Durupt (1804–1838), 1834, im Musée de l’Histoire de France (Versailles)

- Marc-René de Montalembert (1714–1800), Festungsbauingenieur, von 1733 bis 1741 im Regiment
- Louis Antoine Choin de Montgay, Marquis de Montchoisy, Revolutionsgeneral, als Lieutenant während des Amerikanischen Unabhängigkeitskrieges im Regiment
- Général Étienne Tardif de Pommeroux de Bordesoulle (1771–1837), 6 Brumaire an XII (29. Oktober 1803) als Major im Regiment
- Louis Caillemer (1764–1827)
- Antoine Richepanse (1770–1820)